# Compus de marele icosaedru și marele dodecaedru stelat
Există doi compuși ai marelui icosaedru și ai marelui dodecaedrului stelat: unul este un compus dual și o stelare a marelui icosidodecaedru, celălalt este o stelare a icosidodecaedrului.

## Văzut drept compus dual
Poate fi văzut ca un compus poliedric din marele icosaedru și marele dodecaedru stelat, având simbolul Schläfli {3,5/2}+{5/2,3}. Este unul dintre cei cinci compuși construiți dintr-un poliedru platonic sau poliedru Kepler–Poinsot și dualul său. Este o stelare a marelui icosidodecaedru.
Are simetrie icosaedrică (Ih) și are același aranjament al vârfurilor cu marele triacontaedru rombic. Anvelopa sa convexă este un triacontaedru rombic.
Poate fi văzut ca echivalentul tridimensional al compusului de două pentagrame (decagramă, {10/4}); această serie continuă în cvadridimensional prin compuși de 4-politopuri stelate.

## Văzut drept stelare a icosidodecaedrului

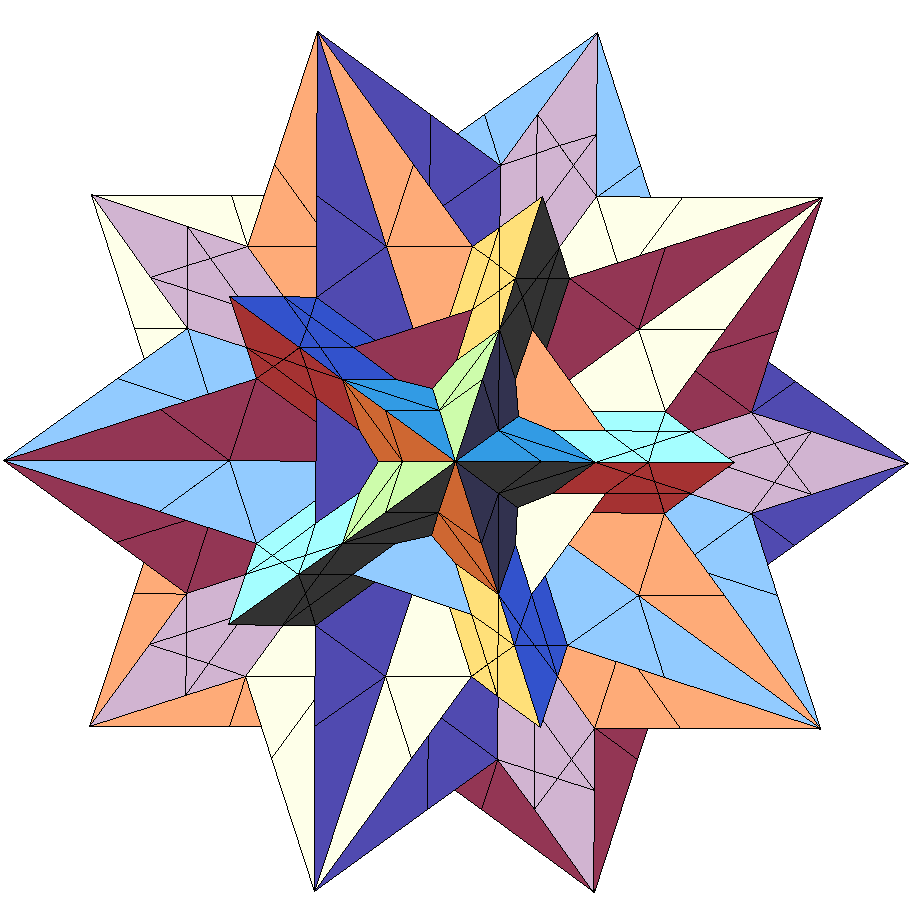
Fațetele compusului

Poliedrul este o stelare a icosidodecaedrului și are indicele Wenninger W61. Are același aranjament al vârfurilor cu triacontaedrul rombic, care este și anvelopa sa convexă.
Fațetele stelării pentru construcție sunt:
| Fațetele triunghiulare | Fațetele pentagonale |